# Shofar (album)
Shofar – debiutancki album grupy Shofar założonej przez Raphaela Rogińskiego. Utwory które znalazły się na płycie zostały napisane przez Rogińskiego na podstawie odnalezionego przezeń zbioru pieśni chasydzkich Mojsieja Jakowlewicza Bieregowskiego (1892-1961), owocu przedwojennych badań muzykologicznych z terenów Ukrainy, Polski i Mołdawii.

## Spis utworów
1. "15" – 5:09
2. "68" – 5:56
3. "182" – 6:53
4. "Adon Olam" – 5:50
5. "92" – 3:39
6. "Lecha Dodi" – 5:52
7. "66" – 4:16
8. "111" – 8:11

## Twórcy
- Raphael Rogiński – gitara elektryczna
- Mikołaj Trzaska – saksofon, klarnet basowy
- Macio Moretti – perkusja